# Nicolas Clasen
Nicolas Clasen (1997. február 25. –) német utánpótlás-válogatott labdarúgó, jelenleg a Mönchengladbach II játékosa.

## Statisztika
2016. július 18. szerint.
| Klub               | Szezon   | Bajnokság | Bajnokság | Kupa  | Kupa | Nemzetközi | Nemzetközi | Összesen | Összesen |
| Klub               | Szezon   | Mérk.     | Gól       | Mérk. | Gól  | Mérk.      | Gól        | Mérk.    | Gól      |
| ------------------ | -------- | --------- | --------- | ----- | ---- | ---------- | ---------- | -------- | -------- |
| Mönchengladbach II | 2016–17  | 0         | 0         | 0     | 0    | 0          | 0          | 0        | 0        |
| Mönchengladbach II | Összesen | 0         | 0         | 0     | 0    | 0          | 0          | 0        | 0        |
| Összesen           | Összesen | 0         | 0         | 0     | 0    | 0          | 0          | 0        | 0        |